# ミルサド・テュルクジャン
ミルサド・テュルクジャン（トルコ語: Mirsad Türkcan、セルビア語: Мирсад Туркџан、1976年6月7日 - ）は、トルコのプロバスケットボール選手。トルコ男子プロバスケットボールリーグ1部TBLの名門フェネルバフチェに所属している。ユーゴスラビア連邦セルビア社会主義共和国ラシュカ郡ノヴィ・パザル出身。ポジションはパワーフォワード。206cm、110kg。

## 来歴
ボシュニャク人の両親のもとミルサド・ヤホヴィッチ（セルビア語: Мирсад Јаховић, ラテン文字転写: Mirsad Jahović)の名前で ユーゴスラビア連邦セルビア社会主義共和国ラシュカ郡ノヴィ・パザルにて生を受ける。その後一家は名前を現在の『トルクジャン』に改名し、同時期一家はトルコへと移住する。ミルサド自身そこからバスケットボールのキャリアをスタートさせる。妹は歌手のエミナ・ヤホヴィッチである。